# 喀什米爾紋胸鮡
喀什米爾紋胸鮡，為輻鰭魚綱鯰形目鮡科的其中一種，為熱帶淡水魚類，被IUCN列為極危保育類動物，分布於亞洲印度、巴基斯坦及尼泊爾淡水流域，體長可達11.7公分，棲息在底層水域，生活習性不明。

## 扩展阅读
維基物種上的相關：喀什米爾紋胸鮡